# Kesennuma
Kesennuma (気仙沼市; -shi) é uma cidade japonesa localizada na província de Miyagi.
Em 2020, a cidade tinha uma população estimada em 59.803 habitantes e uma densidade populacional de 190 h/km² em 26.390 domicílios. A área total da cidade é de 332,44 km². Grandes partes da cidade foram destruídas pelo terremoto e tsunami de Tōhoku em 2011 e também por grandes incêndios ocorridos em 11 de março de 2011.
Recebeu o estatuto de cidade a 1 de Junho de 1953.
Pertence à rede das Cidades Cittaslow.

## Geografia
Kesennuma fica no extremo nordeste da prefeitura de Miyagi, localizada ao redor da parte ocidental da Baía de Kesennuma e que também inclui a ilha de Ōshima. Seu litoral é profundamente recuado formando a fronteira sul do Parque Nacional Sanriku Fukkō, que se estende ao norte até a prefeitura de Aomori.
A cidade faz fronteira com a Baía de Hirota, a Baía de Kesennuma e o Oceano Pacífico a leste. O ponto mais alto em Kesennuma é o Monte Ōmori, com 711,9 metros de altura, na fronteira com Motoyoshi, enquanto o ponto mais baixo é o nível do mar. O rio Ōkawa flui pela cidade até a Baía de Kesennuma.

## Cidades vizinhas

### Prefeitura de Miyagi
- Tome
- Minamisanriku

### Prefeitura de Iwate
- Rikuzentakada
- Ichinoseki

## Clima
Kesennuma tem um clima úmido (classificação climática de Köppen Cfa) caracterizado por verões amenos e invernos frios. A temperatura média anual em Kesennuma é de 10,6 °C. A média anual de chuvas é de 1279 mm com setembro como o mês mais úmido. As temperaturas são mais altas em média em agosto, em torno de 23,3 °C, e menor em janeiro, em torno de -0,7 °C.

## História
A área da atual Kesennuma fazia parte da antiga província de Mutsu e foi estabelecida desde pelo menos o período Jōmon pelo povo Emishi, como evidenciado por numerosos sambaquis de conchas encontrados em áreas costeiras. Durante a última parte do período Heian, a área foi governada pelo Norte de Fujiwara. Durante o período Sengoku, a área foi contestada por vários clãs samurais antes da área ficar sob o controle do clã Data do Domínio de Sendai durante o período Edo, sob o xogunato Tokugawa. A cidade de Kesennuma foi fundada em 1º de junho de 1889 dentro do distrito de Motoyoshi, Miyagi com a criação do moderno sistema de municípios.
Kesennuma City foi formada em 1º de junho de 1953, quando a cidade de Kesennuma anexou a cidade vizinha de Shishiori e a vila de Matsuiwa. Em 1º de abril de 1955, a cidade anexou as aldeias de Niitsuki, Hashikami e Oshima. Em 31 de março de 2006, a cidade de Karakuwa e em 1 de setembro de 2009 a cidade de Motoyoshi (ambas do distrito de Motoyoshi também foram incorporadas em Kesennuma.

## Sismo e tsunami de Tohoku
Em 11 de março de 2011, grandes partes da cidade foram destruídas pelo tsunami em consequência ao terremoto de Tōhoku. A ilha de Ōshima e seus 3.000 moradores, localizados nos limites da cidade, ficou isolada pelo tsunami que danificou os seus acessos que eram feitos através de uma balsa. Após o tsunami, o combustível derramado da frota de barcos e navios pesqueiros da cidade pegou fogo e permaneceu queimando por quatro dias. Em 22 de abril de 2011, a cidade havia confirmado 837 mortes, com 1.196 desaparecidos. Um jovem foi encontrado vivo sob os escombros de uma casa oito dias depois da passagem tsunami e um cachorro foi encontrado vivo sobre uma casa arrastada para o mar três semanas depois da passagem do tsunami, sendo resgatado pela guarda costeira.
Em agosto de 2013, os moradores decidiram destruir um barco de pesca, o Kyotoku Maru Nº18, que foi levado para dentro da cidade pelo tsunami de 2011. Haviam planos de preservar o barco como um monumento, pois ele havia se tornado um símbolo do tsunami na cidade.

## Economia
Kesennuma tem sua economia baseada no turismo e na pesca comercial, sendo este último a atividade pela qual a cidade é conhecida e também pela produção de atum skipjack, mantendo o porto de pesca muito ativo. Antes do desastre de 2011, a cidade era o porto mais movimentado do Japão para o processamento de Sardini e peixe-espada. Atualmente, a pesca e as indústrias associadas respondem por 85% dos empregos na cidade.

## Transporte

### Ferrovias
- East Japan Railway Company (JR East) - Linha Kesennuma (operações suspensas indefinidamente e substituídas por um sistema BRT)
- Companhia Ferroviária do Japão Oriental (JR East) - Linha Ōfunato (operações suspensas indefinidamente e substituídas por um sistema BRT)

### Rodovias
- Via Expressa Sanriku
- Rota Nacional 45
- Rota Nacional 284
- Rota Nacional 346

## Cidades-irmãs
- Puntarenas, Costa Rica
- Zhoushan, China
- Jilin, China
- Meguro, Japão
- Kurihara, Japão
- Ichinoseki, Japão

### Cooperação com portos
- Seattle, Estados Unidos